# Театр Гонзаго
Теа́тр Гонза́го — памятник архитектуры начала XIX века. Театр, построенный в усадьбе Архангельское по проекту Пьетро Гонзаго, располагается с западной стороны усадебного парка. Объект культурного наследия Российской Федерации, охраняется государством.
В 1817 году планировались празднества, посвящённые пятилетию победы над Наполеоном. Часть мероприятий Александр I планировал провести в усадьбе Архангельское.

## История
Сохранились свидетельства о том, что театральные представления в Архангельском проходили ещё при князе Голицыне. Театр, как свидетельствует опись 1812, составленная при покупке Архангельского Н. Б. Юсуповым, помещался в правом флигеле усадебного дома (Большого дома).
В 1791—1799 годах князь Н. Б. Юсупов был директором Императорских театров, он неоднократно устраивал в Санкт-Петербурге и Москве гастроли итальянских театральных трупп. Именно он пригласил в Россию в конце 1791 или в начале 1792 года выдающегося итальянского художника-декоратора Пьетро ди Готтардо Гонзаго. Наследник Павел Петрович и Мария Фёдоровна сразу привлекли итальянского художника к работам в Павловске, но к императорскому двору его не допускали (возможно, потому что Гонзаго был масоном). Поселившись в Москве, Юсупов создал у себя театральную труппу и оркестр, который просуществовал до его смерти. Купив Архангельское, Юсупов занялся постройкой нового здания для театра, располагавшегося отдельно от усадебного дома. Проект театра был разработан в 1816 году архитектором О. И. Бове. Изначально Юсупов предполагал приспособить под здание театра обветшавший голицынский манеж, однако этот замысел не был осуществлён.
По просьбе Н. Б. Юсупова Гонзаго подготовил новый проект постройки театра в Архангельском. Но самому Гонзаго приехать в Архангельское не удалось, так как его не отпускала Дирекция Императорских театров. В своей мастерской при Эрмитажном театре в Санкт-Петербурге Гонзаго подготовил двенадцать «перемен» декораций. Строительство театра проходило в 1817—1818 годах, вероятно, с использованием на первом этапе некоторых проектных решений Бове, работы проходили под наблюдением крепостного архитектора В. Я. Стрижакова. Надзор над строительными работами осуществлял архитектор Е. Д. Тюрин, который приезжал в Архангельское и занимался сметными расчётами стоимости строительства. Отделкой интерьеров театра занимался архитектор С. П. Мельников, руководствуясь проектом Гонзаго. К началу 1818 года были завершены строительные и отделочные работы. В июне была получена из Петербурга первая партия декораций, созданных по эскизам Гонзаго. Их монтажом занимался машинист московского театра Юсупова. В январе 1819 года в Архангельское пришла вторая партия декораций Гонзаго.
В 1828 году с южной стороны фасада Тюриным была пристроена открытая двухмаршевая лестница. В 1857 году проводился ремонт декора фасада — разрушившийся старый штукатурный карниз поменяли на деревянный, выкрашенный в белый цвет, под окнами был установлен поясок из деревянных брусков. В таком виде сооружение сохранилось до наших дней. С 1940 года реставрацию здания вёл архитектор Николай Дмитриевич Виноградов.
«Театр Гонзага» был торжественно открыт 8 июня 1818 года в присутствии императора Александра I и прусского короля Фридриха-Вильгельма III. Собственная театральная труппа Юсупова состояла из крепостных балерин, певиц и музыкантов, живших в его московском доме. Обычно в Архангельском ставили отдельные балетные сцены и дивертисменты с пением и танцами. Однако театр вошёл в историю не спектаклями, а благодаря творчеству выдающегося итальянского художника. Театр так и называли: «Театр Гонзага». Из двенадцати декораций, выполненных Гонзаго гуашью, до нашего времени сохранились четыре и подлинный занавес (6×8 м), иллюзорно продолжающий архитектуру зала, а также небольшие копии, сделанные учениками. Большая часть декораций Гонзаго была утрачена при последних владельцах Архангельского, которые резали их на палатки для приёмов на открытом воздухе. Декорации, хранящиеся в Архангельском, — единственные подлинники. На занавесе представлена перспектива храма с колоннами, в дальнем конце которого стоит на пьедестале золочёная скульптура. Сохранившиеся декорации представляют виды Таверны (или Избы) — полный комплект из задника, шести кулис и подзора; Тюрьмы — от неё остались задник и арка переднего плана; Храма и колоннады — от этой декорации сохранился лишь задник; Зала — ещё одна полностью сохранившаяся декорация — в комплекте задник, восемь кулис и подзоры. От ещё одной из декораций — Подземелья — остался кусок задника. Впечатление от оригинальных декораций Гонзаго доносят до нас акварельные рисунки, выполненные с них крепостным художником. Главная их ценность — документальная, так как сами акварели посредственного качества. Декорации Гонзаго, представителя венецианской школы, великолепны в колористическом решении при ограниченном применении цвета. Особого эффекта художник достигает мастерской перспективой, уводящей взгляд зрителя в бесконечную глубину, далеко за пределы сцены. Создавая декорации для Архангельского, Гонзаго принимал во внимание слабую освещённость сцены, от которой к тому же будет подниматься столб пыли. Архитектурные мотивы обобщались с сохранением реального облика, образуя единый комплекс, при этом упрощалось его восприятие зрителем без ослабления впечатления.
Остальное обширное наследие — это эскизы, натурные зарисовки и графические фантазии мастера. 30 июня 1969 года к пятидесятилетию музея-усадьбы Архангельское в театре состоялся «спектакль декораций»: под музыку Россини зрителям показали четыре декорации Гонзаго.
К началу 1990-х годов пришел в полуразрушенном состоянии, впоследствии реставрировался. Основные реставрационные работы завершились в 2019 году, однако первый после реставрации спектакль был показан лишь в 2021 году из-за пандемии коронавируса. 

## Описание
Театр Гонзаго — деревянное прямоугольное в плане здание (39,88×17,46 м).в два этажа, обращённое одной из своих продольных сторон на «московскую дорогу» (Ильинское шоссе). Фасад, смотрящий на дорогу, декорирован весьма скромно — четырьмя колоннами ионического ордера, расположенными по центру здания на уровне второго этажа. Простые окна лишены украшений. Верх сооружения обрамлён деревянным фризом, покрытым штукатуркой. Этот фриз сменил обветшавший лепной с барельефами в 1857 году. Части старого лепного фриза — барельефы с театральными атрибутами хранятся в театре. Кровля здания двухскатная, его торцы завершаются гладкими фронтонами, лестницы крыльца с южной стороны ведёт на второй этаж. Лестничные балюстрады декорированы вазами. Фасады театра оштукатурены и окрашены в золотисто-жёлтый цвет, архитектурные детали выделены белой краской.
Одну половину здания занимают фойе и зрительный зал, вмещающий всего двести пятьдесят человек, вторую — сцена и уборные актёров. Зрительный имеет форму овала со срезанной дугой в месте примыкания сцены, соединён с фойе тремя входами. По низу стены зала обведены цоколем, от которого поднимаются римско-коринфские колонны из стукко, соединённые между собой арками. Центральный вход обрамляется аркой, опирающейся на римско-ионические колонны. Одиннадцать пролётов между колоннами посередине разделены балконами, которые образуют 22 ложи бенуара и бельэтажа. Над колоннами проходят простой фриз и лепной карниз, украшенный кронштейнами и розетками. От тяги карниза поднимается плафон в форме купола небольшой высоты. Пол партера имеет наклон по направлению к сцене, амфитеатр в зрительном зале не выделен.
Лестничные марши этого входа ведут через коридор на бельэтаж. Коридоры декорированы золочёными канделябрами и лепными масками искусной работы.
В полуподвальном нижнем этаже был устроен склад реквизита и декораций, а также находились костюмерные и некоторые уборные.